# Rhacochelifer henschii
Espèce
Synonymes
- Chernes henschii Daday, 1889

Rhacochelifer henschii est une espèce de pseudoscorpions de la famille des Cheliferidae.

## Distribution
Cette espèce est endémique de Bosnie-Herzégovine. Elle se rencontre vers Domanovići.

## Publication originale
- Daday, 1889 : Adatok a Balkán-félsziget álskorpió-faunájának ismeretéhez. Természetrajzi Füzetek, vol. 12, p. 80-84.